# 加越国境城跡群及び道
加越国境城跡群及び道（かえつくにざかいしろあとぐんおよびみち）は、石川・富山県境、すなわち加賀・越中国境にある城跡を主体とした国指定史跡の名称。「松根城」と「切山城」および山岳道「小原越」（おはらごえ）で構成されている。小牧・長久手の戦いに連動して勃発した、前田利家と佐々成政の武力衝突の状況を示す遺跡群である。

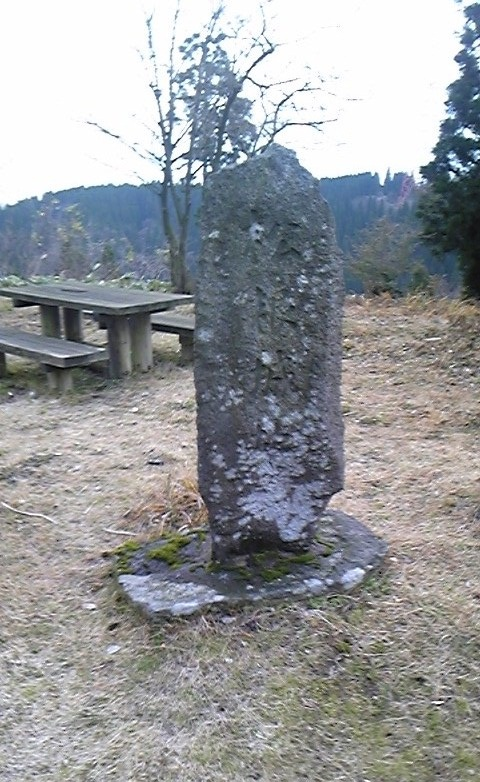
松根城跡

## 歴史的背景
1582年（天正10年）、本能寺の変直後に明智光秀を討った羽柴秀吉は、自ら天下統一に乗り出し、翌年の賤ヶ岳の戦いで柴田勝家を滅ぼした。続いて1584年（天正12年）には織田信雄・徳川家康連合軍と衝突し、小牧・長久手の戦いが勃発した。この時、越中に進出していた佐々成政は家康方に接近したため、秀吉方である加賀の前田利家との間に軍事的な緊張状態が生じ、加越国境地帯には多くの山城が築城され佐々・前田両軍が睨み合い、時に交戦する事態となった。最終的には1585年（天正13年）に秀吉が自ら越中に出陣して富山城を包囲し、成政が降伏したことで争乱は終結した（富山の役）。

## 概要
加越国境には古くから北陸道の脇街道として「田近越」（たぢかごえ）、「小原越」、「二俣越」（ふたまたごえ）などの山岳道があり、東西に並走して加賀（金沢市）・越中（砺波郡）を繋いでいた。これらの古道は2019年（令和元年）に歴史の道百選にも選ばれている。
1584-85年（天正12・13年）の争乱の際、田近越に前田軍が朝日山城、佐々軍が一乗寺城を築き、南方の小原越に前田軍が切山城、佐々軍が松根城を、さらにその南方の二俣越に前田軍が高峠城、佐々軍が荒山城を築いた。このうち、国の史跡「加越国境城跡群及び道」となっているのは小原越とそのルート上に造られた切山・松根の2城跡である。
指定前に行われた発掘調査では、空堀や土塁、虎口などの城郭遺構のほか古い小原越の道筋が見つかり、一部は城内に取り込まれている状況が確認された。また松根城付近では大規模な堀切で小原越が切断されており、街道を封鎖して敵の襲撃に備える緊迫した状況が推定された。なお、これ以降の近世の小原越は、大堀切を迂回したルートが取られていた。
小原越と2城跡は、安土桃山時代における有力武将同士の攻防という歴史的事象を如実に示し、また街道と城塞の関係を考察する上でも重要な遺跡群であったため、部分的ではあるが、2015年（平成27年）10月7日に国の史跡となった。